# Kapitola první: Zmizení Willa Byerse
Kapitola první: Zmizení Willa Byerse (v anglickém originále Chapter One: The Vanishing of Will Byers) je 1. díl 1. řady amerického hororového seriálu Stranger Things. Scénář napsali a díl režírovali bratři Matt a Ross Dufferovi. Měl premiéru dne 17. července 2016 na Netflixu společně s celou první řadou.

## Děj
Děj se odehrává v listopadu 1983, kdy v laboratoři na okraji města Hawkins v Indianě záhadné monstrum zabije vědce. Mezitím se domů vrací mladý Will Byers z desetihodinového hraní Dungeons & Dragons. Na silnici jej vyděsí monstrum, před kterým se snaží utéct, nakonec však zmizí. Když si Willova matka a bratr, Joyce a Jonathan, následujícího rána uvědomí, že Will není doma, zavítají k policejnímu šéfovi Jimovi Hopperovi. Hopper zpočátku bere hlášení na lehkou váhu, po několik zvláštních událostech se však rozhodne jít hledat Willa do lesa, kde zmizel.
Mezitím se krátkovlasá dívka vydá ze stejných lesů do místní restaurace, kde začne majiteli Bennymu krást jídlo. Benny ji pronásleduje, poté si však uvědomí, o koho jde, dá ji najíst a zavolá na sociální služby. Dívka nemluví, ale Benny si všimne tetování na paži s nápisem „011“ a začne ji nazývat Jedenáctka. Když dorazí lidé vydávající se za pracovníky sociálních služeb, zastřelí Bennyho a Jedenáctka si uvědomí, že tito lidé jsou z laboratoře, kde se dříve nacházela. Jedenáctka uniká s využitím svých telekinetických schopností a utíká zpět do lesa, kde se setkává s Willovými nejlepšími přáteli, Mikem, Dustinem a Lucasem, kteří se vydali hledat Willa na vlastní pěst.

## Přijetí
Epizoda byla kritiky dobře přijata. Internetový časopis PopMatters uvedl, že díl „zachycuje strach a 80. léta tak skvěle, až to vypadá, že Netflix jej napíchl injekcí šíleného vědce, aby byla zajištěna maximální autenticita.“ Pozitivní hodnocení získal díl také od Travel Spots.
Bratři Dufferovi vyhráli Primetime Emmy Award za vynikající scénář a režii a také cenu Directors Guild of America za mimořádný režijní úspěch v dramatickém seriálu za Zmizení Willa Byerse. Ocenění za práci na epizodě získali i další lidé.